# Spiroctenus fuligineus
Espèce
Synonymes
- Hermachastes fuligineus Pocock, 1902

Spiroctenus fuligineus est une espèce d'araignées mygalomorphes de la famille des Bemmeridae.

## Distribution
Cette espèce est endémique du Cap-Oriental en Afrique du Sud,. Elle se rencontre vers Grahamstown.

## Description
La femelle holotype mesure 20 mm.

## Publication originale
- Pocock, 1902 : Descriptions of some new species of African Solifugae and Araneae. Annals and Magazine of Natural History, sér. 7, vol. 10, p. 6-27 (texte intégral).